# Giro di Lombardia 1989
La Giro di Lombardia 1989, ottantatreesima edizione della corsa e valida come dodicesimo e ultimo evento della Coppa del mondo di ciclismo su strada 1989, fu disputata il 14 ottobre 1989, per un percorso totale di 260 km. Fu vinta dallo svizzero Tony Rominger, al traguardo con il tempo di 6h46'35" alla media di 38,369 km/h.
Partenza a Como con 169 ciclisti di cui 60 giunsero al traguardo. È tuttora l'ultima edizione del Giro di Lombardia conclusasi a Milano.

## Ordine d'arrivo (Top 10)
| Pos. | Corridore        | Squadra      | Tempo    |
| ---- | ---------------- | ------------ | -------- |
| 1    | Tony Rominger    | Chateau d'Ax | 6h46'35" |
| 2    | Gilles Delion    | Helvetia     | a 2'33"  |
| 3    | Luc Roosen       | Histor-Sigma | a 2'34"  |
| 4    | Raúl Alcalá      | PDM-Ultima   | a 4'06"  |
| 5    | Roberto Pagnin   | Malvor-Sidi  | s.t.     |
| 6    | Patrick Robeet   | Weinmann     | s.t.     |
| 7    | Marcello Siboni  | Ariostea     | s.t.     |
| 8    | Rolf Gölz        | Superconfex  | a 4'33"  |
| 9    | Martin Earley    | PDM-Ultima   | s.t.     |
| 10   | Franco Ballerini | Malvor       | s.t.     |